# Lignières-Orgères
Lignières-Orgères é uma comuna francesa na região administrativa da Pays de la Loire, no departamento de Mayenne. Estende-se por uma área de 40,89 km². Em 2010 a comuna tinha 740 habitantes (densidade: 18,1 hab./km²).